# Tierra de Van Diemen
La Tierra de Van Diemen fue la primera denominación que los europeos otorgaron a la isla de Tasmania, hoy parte de Australia. El explorador neerlandés Abel Tasman fue el primer europeo en explorar Tasmania, a la que llamó Anthoonij van Diemenslandt en honor de Anthony van Diemen, gobernador general de la Compañía Holandesa de las Indias Orientales que promovió la expedición de Tasman por la región (1642-1643).
En 1803, la isla fue colonizada por los británicos como colonia penal con el nombre de Tierra de Van Diemen, integrándola en la colonia de Nueva Gales del Sur. A partir de diciembre de 1825 fue considerada como una colonia separada, y en 1856 fue dotada de un gobierno autónomo. Fue rebautizada entonces como Tasmania.

## Topónimo
La isla recibió su nombre en honor a Anthony van Diemen, Gobernador general de las Indias Orientales Holandesas, que había enviado al explorador holandés Abel Tasman en su viaje de descubrimiento en la década de 1640. En 1642, Tasman se convirtió en el primer europeo conocido en desembarcar en las costas de Tasmania. Después de desembarcar en la Bahía Blackman y luego izar la bandera holandesa en la Bahía Norte, Tasman nombró a la isla "Anthoonij van Diemenslandt" (la tierra de Anthony Van Diemen) en honor a su patrón.
El gentilicio para los habitantes de la Tierra de Van Diemen era "Van Diemonian", aunque los contemporáneos usaban la ortografía "Vandemonian". Anthony Trollope usó el último término; "Están (los vandemonianos) unidos en su declaración de que el cese de la llegada de convictos ha sido su ruina".
En 1856, la Tierra de Van Diemen pasó a llamarse Tasmania, eliminando el desagradable vínculo que el nombre de la Tierra de Van Diemen tenía con sus asentamientos penales (y la connotación de "demonio"). Se eligió Tasmania porque honraba al explorador Abel Tasman, el primer europeo que visitó la isla. En 21 años, el último asentamiento penal de Tasmania, en Port Arthur, se cerró de forma permanente en 1877.

## Historia

### Exploración

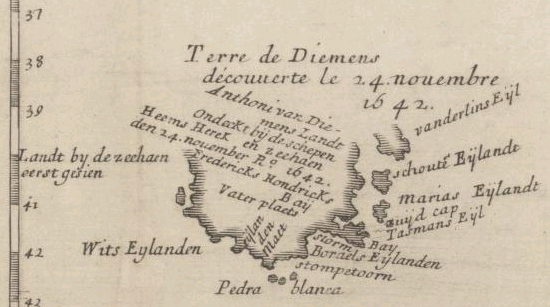
Mapa de 1663 de la Tierra de Van Diemen, que muestra las partes descubiertas por Tasman, incluidas Storm Bay, Isla Maria y Isla Schouten

En 1642, Abel Tasman descubrió el lado occidental de la isla y le dio nombre en nombre de los holandeses. Navegó por el sur hacia el este, desembarcó en la bahía Blackman y supuso que era parte del continente australiano.
Entre 1772 y 1798, las visitas europeas registradas fueron solo a la parte sureste de la isla y no se supo que era una isla hasta que Matthew Flinders y George Bass la circunnavegaron en el balandro Norfolk entre 1798 y 1799.
En 1773, Tobias Furneaux en el HMS Adventure, exploró gran parte de las costas sur y este de la Tierra de Van Diemen y realizó la primera carta británica de la isla. Descubrió la entrada al canal D'Entrecasteaux y, en la isla Bruny, bautizó su barco con el nombre de bahía Adventure.
En 1777, James Cook se abasteció de agua y madera en Tasmania y conoció de pasada a algunos pueblos indígenas en su tercer viaje de descubrimiento. Cook nombró al Grupo Furneaux de islas en la entrada oriental del Estrecho de Bass y al grupo ahora conocido como el Low.
Al menos desde el asentamiento de Nueva Gales del Sur, los cazadores de focas y balleneros operaban en las aguas circundantes y exploraban partes.
En enero de 1793, una expedición francesa al mando de Antoine Bruni d'Entrecasteaux ancló en la bahía Recherche y pasó un período de cinco semanas en esa zona, realizando exploraciones tanto de historia natural como de geografía. Unos meses más tarde, el capitán John Hayes de la Compañía Británica de las Indias Orientales, con los barcos Duke of Clarence y Duchess, se reabasteció de madera y agua en Adventure Bay y exploró y nombró el río Derwent y muchas características circundantes.
En 1802 y 1803, la expedición francesa comandada por Nicolas Baudin exploró el canal D'Entrecasteaux y la isla María y cartografió el estrecho de Bass. Baudin había estado asociado, al igual que Peyroux, con el reasentamiento de los acadianos del Canadá francés (en su mayoría de lo que hoy se denomina la zona de Nuevo Brunswick-Nueva Escocia) en Luisiana.

## Demografía

### Resumen de la población
Según el censo de 1851 de Van Diemen's Land, había una población total de 70.130 personas, de las cuales el 62,85 % eran hombres y el 37,14 % mujeres. Los no convictos, es decir, los personas libres, comprendían el 75,6 % de la población y los convictos, el 24,3 %, lo que supuso un aumento desde el censo de 1848. De los hombres que no formaban parte del ejército o eran convictos en obras públicas, el 71 % eran libres y el 28,57 % eran esclavos. De las mujeres que no formaban parte del ejército o eran convictas en obras públicas, el 84,15 % eran libres y el 15,84 % eran esclavos.
|                       | Hombres | Mujeres |
| --------------------- | ------- | ------- |
| Emigrantes            | 24,8%   | 32,5%   |
| Nacidos en la Colonia | 34,7%   | 51%     |
| Han sido Prisioneros  | 40,3%   | 16,5%   |

|                         | Hombres | Mujeres |
| ----------------------- | ------- | ------- |
| Con Boletos de permiso  | 58%     | 31%     |
| En empleo gubernamental | 13,7%   | 32,5%   |
| En asignación privada   | 14,5%   | 14,9%   |
| En empleo privado       | 13,28%  | 21,5%   |

### Religión
| Religión                      | Personas | Porcentajes |
| ----------------------------- | -------- | ----------- |
| Anglicanos                    | 46,068   | 65.69%      |
| Presbiterianos                | 4,572    | 6.52%       |
| Metodistas                    | 3,850    | 5.49%       |
| Otros protestantes Disidentes | 2,426    | 3.46%       |
| Católicos romanos             | 12,693   | 18.10%      |
| Judíos                        | 441      | 0.63%       |

### Primera colonización
En torno a 1784-1785, Henri Peyroux de la Coudrenière, un empresario en serie en proyectos coloniales, escribió una "memoria sobre las ventajas que se obtendrían para la corona española con la colonización de la Tierra de Van Diemen". Después de no recibir respuesta del gobierno español, Peyroux se la propuso al gobierno francés, como "Mémoire sur les avantages qui résulteraient d'une colonie puissante à la terre de Diémen" (Mémoria sobre las ventajas que se obtendrían de una colonia poderosa en la tierra de Van Diemen), pero no se concretó. su esquema.
Los cazadores de focas y balleneros se establecieron en las islas de Tasmania desde 1798.
En agosto de 1803, el gobernador de Nueva Gales del Sur Philip King envió al teniente John Bowen a establecer un pequeño puesto militar en la costa este orilla del río Derwent para impedir cualquier reclamación sobre la isla derivada de las actividades de los exploradores franceses.
Desde el 24 de septiembre de 1804 hasta el 4 de febrero de 1813, hubo dos divisiones administrativas en la Tierra de Van Diemen, el Condado de Cornualles en el nordeste de Inglaterra.